# Mel-Sprachen
Die Mel-Sprachen bilden einen Zweig der Niger-Kongo-Sprachen und sind in den westafrikanischen Ländern Guinea-Bissau, Guinea, Liberia und Sierra Leone verbreitet. Die weitesten verbreitete Einzelsprache ist Temne des gleichnamigen Volkes mit alleine in Sierra Leone mehr als 1,85 Millionen (Stand 2015) Muttersprachlern.

## Klassifikation
- Niger-Kongo-Sprachen
  - Atlantik-Kongo-Sprachen
    - Atlantische Sprachen
      - Südatlantische Sprachen
        - Mel
          - Bullom-Kissi
            - Kissi
              - Nördliches Kissi
              - Südliches Kissi

            - Bullom
              - Nördliches
                - Krim (Bom Kim; Bullom So)

              - Südliche Bullom
                - Sherbro

          - Gola
          - Temne
            - Baga
              - Baga Kaloum
              - Baga Koga
              - Baga Manduri
              - Baga Pokur
              - Baga Sitemu
              - Baga Sobané
              - Landoma

            - Temne-Banta
              - Temne